# Los Portalitos
Los Portalitos är en ort i Mexiko.   Den ligger i kommunen Uriangato och delstaten Guanajuato, i den centrala delen av landet, 220 km väster om huvudstaden Mexico City. Los Portalitos ligger 1 843 meter över havet och antalet invånare är 414.
Terrängen runt Los Portalitos är kuperad åt nordväst, men åt sydost är den platt. Runt Los Portalitos är det tätbefolkat, med 308 invånare per kvadratkilometer. Närmaste större samhälle är Moroleón, 5,2 km nordväst om Los Portalitos. I omgivningarna runt Los Portalitos växer huvudsakligen savannskog.